# 哌苯甲醇
哌苯甲醇（英语：Pipradrol）是一种温和的中枢神经系统兴奋剂（去甲肾上腺素-多巴胺再摄取抑制剂），由于担心其可能被滥用，因此在大多数国家已不再广泛使用。一些欧洲国家和美国仍在使用哌苯甲醇，尽管很少。

## 历史
哌苯甲醇于1949年获得专利，最初用于治疗肥胖症。它随后被用于治疗各种其他病症，例如发作性嗜睡病、多动症，尤其是用于抵消老年痴呆症的症状，这是它仍在医学上的唯一应用。哌苯甲醇被证明在这些应用非常有用，因为与更强的兴奋剂相比，其相对温和的兴奋作用使其具有良好的安全性。它也被研究作为抑郁症和精神分裂症的辅助治疗，尽管它从未被广泛用于这些目的。
在1970年代后期，许多国家将哌苯甲醇定为非法，同时许多其他药物也曾被滥用。哌苯甲醇相对温和的兴奋作用意味着它在大多数国家/地区被归入限制较少的类别（即英国和新西兰的C类），但仍被认为具有足够的滥用潜力而成为非法药物。它现在是一种无名的化合物，几乎不为人知是非法滥用药物，但仍用于某些科学研究，通常用作测试其他兴奋剂的对照药物。

## 剂量
该药物的剂量在每天0.5到4毫克之间，通常在早上服用单次剂量，因为哌苯甲醇的作用持续时间长（长达12小时）意味着失眠可能是成为个问题，特别是如果它以更高的剂量或在晚上服用些时候。

## 副作用
常见的副作用包括失眠、厌食、心跳过速和焦虑。较罕见的副作用包括口干、震颤、高血压、欣快感、抑郁症，极少出现精神病或抽搐。